# 多脉报春
多脉报春（学名：Primula polyneura），为报春花科报春花属下的一个种。

## 扩展阅读
維基物種上的相關：多脉报春